# Nati il 25 aprile
| Questa pagina contiene informazioni ricavate automaticamente dalle voci biografiche con l'ausilio del template Bio e di un bot. L'aggiornamento è periodico e automatico e ricostruisce completamente la pagina. Se manca una persona in questa lista, sei pregato di non aggiungerla, ma accertati piuttosto che la sua voce biografica contenga il template Bio e che i dati anagrafici siano correttamente compilati. Se il template Bio manca, inseriscilo tu stesso o, in alternativa, metti l'avviso {{tmp\|Bio}} che ne segnala la mancanza. Se i dati riportati sono sbagliati, correggi direttamente la voce biografica; le modifiche saranno visibili in questa lista entro pochi giorni. Per chiarimenti vedi il progetto biografie. La lista contiene solo le 1.159 persone che sono citate nell'enciclopedia e per le quali è stato implementato correttamente il template Bio. Pagina aggiornata al 17 ago 2025. |

## XIII secolo(5)
- 1211 - Federico II di Babenberg, nobile austriaco († 1246)
- 1214 - Luigi IX di Francia, re francese († 1270)
- 1228 - Corrado IV di Svevia, sovrano tedesco († 1254)
- 1284 - Edoardo II d'Inghilterra, re britannico († 1327)
- 1287 - Ruggero Mortimer, I conte di March, nobile inglese († 1330)

## XIV secolo(1)
- 1354 - Bonaccorso Pitti, scrittore, diplomatico e politico italiano († 1432)

## XV secolo(2)
- 1493 - Giovanni Gaddi, letterato italiano († 1542)
- 1496 - Fabio Mignanelli, cardinale e vescovo cattolico italiano († 1557)

## XVI secolo(8)
- 1517 - Giovanni Bernardino Bonifacio, umanista italiano († 1597)
- 1522 - Marco Criado, presbitero spagnolo († 1569)
- 1529 - Francesco Patrizi, filosofo e scrittore italiano († 1597)
- 1562 - Federico Guglielmo I di Sassonia-Weimar, duca († 1602)
- 1591 - Ferdinando Donno, poeta italiano († 1649)
- 1591 - Marcos de Torres y Rueda, vescovo cattolico spagnolo († 1649)
- 1595 - Jérôme Lalemant, gesuita francese († 1673)
- 1599 - Oliver Cromwell, generale e politico inglese († 1658)

## XVII secolo(15)
- 1608 - Gastone d'Orléans, principe francese († 1660)
- 1614 - Marc'Antonio Pasqualini, cantante castrato e compositore italiano († 1691)
- 1620 - Marco Vaccina, vescovo cattolico italiano († 1671)
- 1625 - Giovanni Federico di Brunswick-Lüneburg, duca († 1679)
- 1626 - Siegmund von Birken, poeta tedesco († 1681)
- 1652 - Giovan Battista Foggini, scultore e architetto italiano († 1725)
- 1653 - Benedetto Pamphilj, cardinale e librettista italiano († 1730)
- 1655 - Rinaldo d'Este, duca italiano († 1737)
- 1656 - Giovanni Antonio Burrini, pittore italiano († 1727)
- 1666 - Johann Heinrich Buttstett, compositore, organista e teorico della musica tedesco († 1727)
- 1681 - Domenico Chelucci, matematico e presbitero italiano († 1754)
- 1681 - Camillo Cybo, cardinale italiano († 1743)
- 1684 - Marco Benefial, pittore italiano († 1764)
- 1690 - Gottlieb Muffat, compositore, clavicembalista e organista tedesco († 1770)
- 1694 - Richard Boyle, III conte di Burlington, architetto inglese († 1753)

## XVIII secolo(40)
- 1705 - Giovanni Molin, cardinale e vescovo cattolico italiano († 1773)
- 1707 - Leopoldo Clemente di Lorena, principe († 1723)
- 1710 - James Ferguson, astronomo scozzese († 1776)
- 1712 - Marco Forcellini, poeta, letterato e magistrato italiano († 1794)
- 1714 - Emmeric de Vattel, giurista, diplomatico e filosofo svizzero († 1767)
- 1715 - Antonio Puoti, arcivescovo cattolico italiano († 1792)
- 1723 - Emilio Carlo Altieri, IV principe di Oriolo, principe italiano († 1801)
- 1723 - Giovanni Marco Rutini, compositore e clavicembalista italiano († 1797)
- 1724 - Carlo Rezzonico, cardinale italiano († 1799)
- 1725 - Augustus Keppel, I visconte Keppel, ammiraglio britannico († 1786)
- 1725 - Philipp Ludwig Statius Müller, zoologo tedesco († 1776)
- 1730 - Fedele Fenaroli, compositore italiano († 1818)
- 1736 - Agostino Paradisi, poeta, economista e saggista italiano († 1783)
- 1739 - Jacopo Riguccio Galluzzi, storico italiano († 1801)
- 1741 - Vincenzo Maria Morelli, arcivescovo cattolico italiano († 1812)
- 1742 - Vincenzo Maria Mossi, arcivescovo cattolico italiano († 1829)
- 1747 - Vincenzo Berni degli Antoni, avvocato e scrittore italiano († 1828)
- 1748 - Pierre-Louis Ginguené, letterato, storico e critico musicale francese († 1815)
- 1748 - Paolino da San Bartolomeo, religioso, orientalista e storico austriaco († 1806)
- 1757 - Aleksandra Nikolaevna Repnina, nobildonna russa († 1834)
- 1758 - George Coventry, VII conte di Coventry, nobile inglese († 1831)
- 1763 - Marco Mastrofini, filosofo, presbitero e matematico italiano († 1845)
- 1767 - Nicolas Charles Oudinot, generale francese († 1847)
- 1769 - Marc Isambard Brunel, ingegnere francese († 1849)
- 1775 - Carlotta Gioacchina di Borbone-Spagna († 1830)
- 1776 - Maria di Hannover, nobile inglese († 1857)
- 1776 - James Miller, militare statunitense († 1851)
- 1776 - Edward Solly, mercante, collezionista d'arte e patriota britannico († 1844)
- 1777 - Charles Chetwynd-Talbot, II conte Talbot, politico inglese († 1849)
- 1777 - Natale Schiavoni, pittore e incisore italiano († 1858)
- 1778 - Giacinto Carena, naturalista e linguista italiano († 1859)
- 1781 - Ferdinando Carlo Giuseppe d'Austria-Este, generale austriaco († 1850)
- 1782 - Adriano Balbi, geografo e statistico italiano († 1848)
- 1791 - Giuseppe Gaggini, scultore italiano († 1867)
- 1792 - John Keble, teologo, poeta e religioso inglese († 1866)
- 1794 - Stefano Delle Chiaje, medico e naturalista italiano († 1860)
- 1794 - Nasir-ud-dawlah, Asif Jah IV, principe indiano († 1857)
- 1795 - Alexandre Jacques François Bertrand, medico e naturalista francese († 1831)
- 1795 - Carl Alexander von Hügel, militare, diplomatico e botanico austriaco († 1870)
- 1796 - Giuseppe Giacinto Moris, botanico e politico italiano († 1869)

## XIX secolo(155)
- 1802 - Letizia Murat, socialite francese († 1859)
- 1803 - Ignazio Gardella senior, architetto italiano († 1867)
- 1804 - Gottlieb Bodmer, litografo tedesco († 1837)
- 1806 - Guglielmo VIII di Brunswick, duca († 1884)
- 1808 - Michele De Napoli, pittore e politico italiano († 1892)
- 1808 - Gustav Weil, orientalista, arabista e filologo tedesco († 1889)
- 1809 - Gioacchino Valerio, medico e politico italiano († 1882)
- 1814 - José Balta, politico peruviano († 1872)
- 1816 - Giuseppe Angelino, generale italiano († 1901)
- 1817 - Édouard-Léon Scott de Martinville, editore francese († 1879)
- 1818 - Marcantonio Bentegodi, dirigente sportivo, politico e filantropo italiano († 1873)
- 1819 - Charles Ellicott, vescovo anglicano e teologo britannico († 1905)
- 1819 - Jai Singh III, principe indiano († 1835)
- 1819 - Francesco Secchi De Casali, patriota e giornalista italiano († 1885)
- 1822 - James Pierpont, compositore e cantautore statunitense († 1893)
- 1823 - Abdülmecid I, sultano ottomano († 1861)
- 1824 - Gustave Boulanger, pittore francese († 1888)
- 1825 - Federico Errázuriz Zañartu, avvocato e politico cileno († 1877)
- 1825 - Angelo Maria Jacobini, cardinale italiano († 1886)
- 1830 - Francesco Bonatelli, filosofo italiano († 1911)
- 1831 - Raffaele Lucente, medico e politico italiano († 1890)
- 1831 - Marie Laetitia Bonaparte-Wyse, scrittrice e nobile francese († 1902)
- 1832 - Giulio Tarra, presbitero e educatore italiano († 1889)
- 1834 - Tito Aguiari, pittore italiano († 1908)
- 1836 - Salvatore Guidotti, pittore italiano († 1903)
- 1837 - Thérésa, cantante francese († 1913)
- 1841 - Antonio Fais, matematico e ingegnere italiano († 1925)
- 1841 - Pauline Lucca, soprano austriaco († 1908)
- 1843 - Alice di Sassonia-Coburgo-Gotha, principessa inglese († 1878)
- 1844 - Viktor Balck, generale e dirigente sportivo svedese († 1928)
- 1844 - Giuseppe Bellucci, etnografo, paleontologo e chimico italiano († 1921)
- 1846 - Gesualdo Clementi, chirurgo italiano († 1931)
- 1846 - Giacomo Levi Civita, patriota, politico e avvocato italiano († 1922)
- 1847 - Édouard Debat-Ponsan, pittore francese († 1913)
- 1848 - Ivan Jakovlevič Jakovlev, linguista, pedagogo e traduttore russo († 1930)
- 1849 - Felix Klein, matematico tedesco († 1925)
- 1850 - José Grases Riera, architetto spagnolo († 1919)
- 1851 - René François Gautier, politico francese († 1936)
- 1851 - Gabriele Pincherle, magistrato e politico italiano († 1928)
- 1852 - Leopoldo Alas, romanziere, drammaturgo e critico letterario spagnolo († 1901)
- 1854 - Douglas Dawson, generale britannico († 1933)
- 1855 - Vittorio Baravalle, compositore italiano († 1942)
- 1855 - Hjalmar Lundbohm, chimico e geologo svedese († 1926)
- 1856 - Lovick Friend, generale britannico († 1944)
- 1857 - Filippo Crispolti, giornalista, scrittore e politico italiano († 1942)
- 1857 - Giuseppe Gamba, cardinale e arcivescovo cattolico italiano († 1929)
- 1857 - Giorgio Rattone, medico e politico italiano († 1929)
- 1857 - Sergej Nikolaevič Sverbeev, diplomatico russo († 1922)
- 1858 - Luigi Baronchelli, organista e compositore italiano († 1924)
- 1858 - Auguste Chapuis, compositore, organista e docente francese († 1933)
- 1858 - Raffaele Scapinelli di Leguigno, cardinale, arcivescovo cattolico e nobile italiano († 1933)
- 1859 - Giacomo Boni, archeologo e architetto italiano († 1925)
- 1861 - Marco Enrico Bossi, compositore e organista italiano († 1925)
- 1862 - Giovanni Antonio Campostrini, ingegnere e politico italiano († 1927)
- 1862 - Ubaldo Ceccarelli, basso italiano
- 1862 - Edward Grey, politico britannico († 1933)
- 1863 - Belisario Domínguez, politico messicano († 1913)
- 1864 - Henri Vaugeois, filosofo e politico francese († 1916)
- 1865 - John Chapman, presbitero britannico († 1933)
- 1865 - Luis Dellepiane, politico, militare e ingegnere argentino († 1941)
- 1865 - Muhammad di Negeri Sembilan, sovrano malese († 1933)
- 1866 - Giorgio Pitacco, politico italiano († 1945)
- 1867 - Essek William Kenyon, predicatore statunitense († 1948)
- 1868 - Pietro Capparoni, medico e storico italiano († 1947)
- 1868 - Ernst Linder, generale e cavaliere svedese († 1943)
- 1868 - Willie Maley, allenatore di calcio e calciatore scozzese († 1958)
- 1868 - Bruno Meissner, assiriologo e archeologo tedesco († 1947)
- 1869 - Paul Armstrong, commediografo, regista e produttore teatrale statunitense († 1915)
- 1869 - William Elmer, attore statunitense († 1945)
- 1869 - Alessandro Pedemonti, militare italiano († 1936)
- 1869 - Carl Prohaska, compositore, pedagogo e direttore d'orchestra austriaco († 1927)
- 1870 - Theo Koppen, lottatore statunitense († 1953)
- 1870 - Guido Toja, matematico italiano († 1933)
- 1871 - Lorne Currie, velista britannico († 1926)
- 1871 - Alfonso Splendore, medico, batteriologo e igienista italiano († 1953)
- 1872 - Celestino Bes, generale italiano († 1953)
- 1872 - Carlo Conti Rossini, orientalista italiano († 1949)
- 1872 - Giovanni D'Achiardi, mineralogista e politico italiano († 1944)
- 1872 - Gioele Solari, filosofo e giurista italiano († 1952)
- 1873 - Félix Hubert d'Hérelle, medico e batteriologo francese († 1949)
- 1873 - Walter de la Mare, poeta e scrittore britannico († 1956)
- 1873 - Emilio Norsa, francescano, presbitero e compositore italiano († 1919)
- 1874 - Alberto Colantuoni, scrittore, giornalista e drammaturgo italiano († 1959)
- 1874 - Guglielmo Marconi, inventore e imprenditore italiano († 1937)
- 1874 - Marco Arturo Vicini, avvocato e politico italiano († 1956)
- 1874 - Ernest Webb, marciatore britannico († 1937)
- 1875 - Laura Alvarado Cardozo, religiosa venezuelana († 1967)
- 1875 - George Burford, allenatore di calcio inglese († 1931)
- 1875 - Giulio Costanzi, generale e ingegnere italiano († 1965)
- 1875 - Florian Demange, vescovo cattolico e missionario francese († 1938)
- 1875 - Ugo Falena, commediografo, impresario teatrale e regista cinematografico italiano († 1931)
- 1875 - Valeriu Traian Frențiu, vescovo cattolico rumeno († 1952)
- 1875 - Enrico d'Oncieu de Chaffardon, militare italiano († 1915)
- 1876 - Jean Aymé, attore francese († 1963)
- 1876 - William Winter Jefferson, attore statunitense († 1946)
- 1876 - Stepan Michajlovič Levitskij, scacchista russo († 1924)
- 1877 - Lucien Bataille, attore francese († 1953)
- 1878 - Carlo Linati, scrittore e viaggiatore italiano († 1949)
- 1878 - William Merz, ginnasta e multiplista statunitense († 1946)
- 1878 - Paolo Mezzanotte, architetto, pittore e storiografo italiano († 1969)
- 1880 - Markus Glaser, vescovo cattolico rumeno († 1950)
- 1880 - Arthur Grunenberg, illustratore, pittore e grafico tedesco († 1952)
- 1882 - Johannes Guter, regista e sceneggiatore lettone († 1962)
- 1882 - Anton Jasusch, pittore slovacco († 1965)
- 1882 - Filippo Surico, poeta e giornalista italiano († 1954)
- 1883 - Semën Michajlovič Budënnyj, generale e politico sovietico († 1973)
- 1883 - Anacleto Milani, presbitero italiano († 1952)
- 1884 - Jean-Baptiste Dortignacq, ciclista su strada francese († 1928)
- 1884 - Eugenio Gualdi, imprenditore e dirigente sportivo italiano († 1973)
- 1884 - John Henry Lloyd, giocatore di baseball statunitense († 1964)
- 1884 - František Rosmaisl, calciatore boemo († 1945)
- 1885 - Peter Marius Andersen, calciatore danese († 1972)
- 1885 - Lionello Venturi, critico d'arte e storico dell'arte italiano († 1961)
- 1886 - Marie Brémont, supercentenaria francese († 2001)
- 1887 - Filiberto Dalmazzo, dirigente sportivo italiano († 1940)
- 1887 - Julius Spier, psicologo tedesco († 1942)
- 1888 - Jean Benoît-Lévy, regista francese († 1959)
- 1888 - Chōjun Miyagi, karateka e maestro di karate giapponese († 1953)
- 1889 - Paul Deman, ciclista su strada belga († 1961)
- 1889 - Richard York, calciatore inglese († 1969)
- 1890 - Gyula Bíró, calciatore ungherese († 1951)
- 1890 - Edvige Pesce Gorini, poetessa italiana († 1983)
- 1891 - Franz Kaiser, astronomo tedesco († 1962)
- 1892 - Ola Cohn, scultrice e scrittrice australiana († 1964)
- 1892 - Karl Heinlein, calciatore austriaco († 1960)
- 1892 - Sadaichi Matsunaga, ammiraglio giapponese († 1965)
- 1892 - Giuseppe Maria Palatucci, vescovo cattolico italiano († 1961)
- 1892 - Gianni Widmer, pioniere dell'aviazione austro-ungarico († 1971)
- 1893 - Ludwig Hautzmayer, militare e aviatore austro-ungarico († 1936)
- 1893 - Umberto Postiglione, anarchico italiano († 1924)
- 1893 - Olga Visentini, scrittrice, traduttrice e docente italiana († 1961)
- 1894 - Lorenzo Gasparri, ammiraglio italiano († 1943)
- 1894 - Federico Grifeo, militare italiano († 1917)
- 1894 - Paul-Henri Michel, storico della filosofia francese († 1964)
- 1895 - Giorgio Armari, calciatore e allenatore di calcio italiano († 1956)
- 1895 - Stanley Rous, arbitro di calcio e dirigente sportivo inglese († 1986)
- 1895 - George W. Hill, regista e direttore della fotografia statunitense († 1934)
- 1895 - Finn Malmgren, meteorologo e esploratore svedese († 1928)
- 1895 - Nygmet Nurmakov, politico kazako († 1937)
- 1896 - Max Brand, compositore austriaco († 1980)
- 1896 - Ilse Fehling, costumista e scultrice tedesca († 1982)
- 1896 - H.A. Hambleton, calciatore inglese († 1985)
- 1896 - Fritz Schulz, attore, regista e cantante tedesco († 1972)
- 1896 - Willibald Stejskal, allenatore di calcio e calciatore austriaco († 1977)
- 1897 - Carlo Grabher, critico letterario e traduttore italiano († 1968)
- 1897 - Georg Heiß, calciatore austriaco († 1916)
- 1897 - Mary, principessa reale, nobile inglese († 1965)
- 1897 - Fletcher Pratt, scrittore statunitense († 1956)
- 1898 - Raffaele Cantarella, grecista, filologo classico e bizantinista italiano († 1977)
- 1898 - Eduard Krčma, calciatore cecoslovacco († 1960)
- 1898 - Stefanija Ivanivna Turkevyč-Lukijanovyč, compositrice, pianista e musicologa ucraina († 1977)
- 1899 - Mario Acqua, medico e chirurgo italiano († 1955)
- 1900 - Gladwyn Jebb, politico e diplomatico britannico († 1996)
- 1900 - Bruno Landi, tenore italiano († 1968)
- 1900 - Wolfgang Pauli, fisico austriaco († 1958)

## XX secolo(902)
- 1901 - Silvio Gava, sindacalista e politico italiano († 1999)
- 1901 - Edoardo Ruffini, giurista e avvocato italiano († 1983)
- 1902 - Albert Andersson, ginnasta, multiplista e ostacolista svedese († 1977)
- 1902 - Werner Heyde, psichiatra tedesco († 1964)
- 1902 - Oreste Moretti, calciatore italiano
- 1902 - Gwen Porter, velocista britannica († 1993)
- 1902 - Mary Miles Minter, attrice statunitense († 1984)
- 1902 - Giuseppe Scagliosi, partigiano italiano († 1944)
- 1903 - Albino Bich, sciatore di pattuglia militare italiano
- 1903 - Camilla Horn, attrice tedesca († 1996)
- 1903 - Burke Jones, calciatore statunitense († 1983)
- 1903 - Andrej Nikolaevič Kolmogorov, matematico sovietico († 1987)
- 1903 - Alfred Mader, calciatore svizzero († 1987)
- 1903 - James Moynagh, vescovo cattolico e missionario irlandese († 1985)
- 1903 - Carl Gustav Sparre Olsen, violinista e compositore norvegese († 1984)
- 1903 - Michele Pellegrino, cardinale, arcivescovo cattolico e letterato italiano († 1986)
- 1903 - Comingio Valdrè, avvocato e politico italiano
- 1904 - Raffaello Bellucci, politico e partigiano italiano († 1981)
- 1904 - Guglielmo Pelizzo, politico italiano († 1974)
- 1904 - Maria Adelaide di Savoia-Genova, principessa italiana († 1979)
- 1905 - Fredson Bowers, filologo e bibliografo statunitense († 1991)
- 1905 - Selman Selmanagić, architetto tedesco († 1986)
- 1906 - William Brennan, giudice statunitense († 1997)
- 1906 - Elisa Breton, artista francese († 2000)
- 1906 - Meyer Fortes, antropologo britannico († 1983)
- 1906 - Frank H. Netter, medico e illustratore statunitense († 1991)
- 1906 - Sally Salminen, scrittrice finlandese († 1976)
- 1907 - Wilhelm Bahr, militare tedesco († 1946)
- 1907 - Young Firpo, pugile statunitense († 1984)
- 1907 - Kirsten Heiberg, attrice e cantante norvegese († 1976)
- 1907 - Fusa Tatsumi, supercentenaria giapponese († 2023)
- 1907 - Håkon Walde, calciatore norvegese († 1988)
- 1907 - Othmar Winkler, artista e scultore italiano († 1999)
- 1908 - Giorgio Bombonati, aviatore e militare italiano († 1936)
- 1908 - Edward R. Murrow, giornalista statunitense († 1965)
- 1908 - John Nyman, lottatore svedese († 1977)
- 1908 - Andrea Torrente, giurista e magistrato italiano († 1965)
- 1908 - Elios Toschi, militare e inventore italiano († 1989)
- 1909 - John Boxer, attore inglese († 1982)
- 1909 - Umberto Favero, calciatore italiano († 1983)
- 1910 - Ulrich Cameron Luft, medico, fisiologo e insegnante tedesco († 1991)
- 1910 - Pierre Duhart, allenatore di calcio e calciatore uruguaiano († 1956)
- 1910 - Adolf Metzner, velocista tedesco († 1978)
- 1911 - Mario Angiolini, calciatore italiano († 1980)
- 1911 - Hans Beck, saltatore con gli sci norvegese († 1996)
- 1911 - George Chubb, III barone Hayter, politico inglese († 2003)
- 1911 - George Roth, ginnasta statunitense († 1997)
- 1911 - Jack Ruby, criminale statunitense († 1967)
- 1912 - Federico Coullaut-Valera, scultore spagnolo († 1989)
- 1912 - Teodorico Moretti Costanzi, filosofo italiano († 1995)
- 1912 - Riccardo Castagnedi, pittore, grafico e pubblicitario italiano († 1999)
- 1912 - Jean Sacha, montatore, regista e sceneggiatore francese († 1988)
- 1913 - Earl Bostic, sassofonista statunitense († 1965)
- 1913 - Russ Conway, attore canadese († 2009)
- 1913 - Franco Jamonte, attore italiano († 2003)
- 1913 - Santiago Jiménez Sr., fisarmonicista e compositore statunitense († 1984)
- 1914 - Divo Barsotti, monaco cristiano, presbitero e scrittore italiano († 2006)
- 1914 - Ross Lockridge Jr., scrittore e insegnante statunitense († 1948)
- 1914 - Claude Mauriac, scrittore, saggista e drammaturgo francese († 1996)
- 1914 - Marcos Pérez Jiménez, politico e generale venezuelano († 2001)
- 1915 - Giovanni Barberis, calciatore italiano († 2006)
- 1915 - Alberto Jammaron, fondista italiano († 2016)
- 1915 - Luigi Rovelli, ufficiale e aviatore italiano († 1941)
- 1915 - Thomas Savage, scrittore statunitense († 2003)
- 1915 - Sándor Szabó, attore ungherese († 1997)
- 1915 - Italo Tajo, basso italiano († 1993)
- 1915 - Giuliano Vassalli, partigiano, giurista e politico italiano († 2009)
- 1916 - Massimo Facchin, scultore, pittore e inventore italiano († 2018)
- 1916 - Gaddo Treves, psichiatra e attore italiano († 1972)
- 1916 - Robert Weill, militare e aviatore francese († 1940)
- 1916 - Hind al-Husseini, attivista palestinese († 1994)
- 1917 - Giuseppe Di Prisco, calciatore e politico italiano († 1996)
- 1917 - Doris Duranti, attrice italiana († 1995)
- 1917 - Ella Fitzgerald, cantante statunitense († 1996)
- 1917 - Jean Lucas, pilota automobilistico francese († 2003)
- 1918 - Remo Brindisi, pittore italiano († 1996)
- 1918 - Graham Payn, attore e cantante sudafricano († 2005)
- 1918 - Alain Savary, politico francese († 1988)
- 1918 - Astrid Varnay, soprano svedese († 2006)
- 1918 - Gérard de Vaucouleurs, astronomo francese († 1995)
- 1919 - Finn Helgesen, pattinatore di velocità su ghiaccio norvegese († 2011)
- 1919 - Alexander Martinek, calciatore tedesco († 1944)
- 1919 - Herminio Olinto de Carvalho, allenatore di calcio e calciatore brasiliano († 1994)
- 1920 - Tino Casali, partigiano e politico italiano († 2015)
- 1920 - Laura Diaz, politica italiana († 2008)
- 1920 - Silvano Fedi, partigiano, anarchico e antifascista italiano († 1944)
- 1920 - Henry Gujer, cestista svizzero († 2017)
- 1920 - Florijan Matekalo, calciatore e allenatore di calcio jugoslavo († 1995)
- 1920 - Herminio Teves, politico filippino († 2019)
- 1921 - Karel Appel, pittore e scultore olandese († 2006)
- 1921 - Pietro Borrotzu, partigiano italiano († 1944)
- 1921 - Perry Broad, militare brasiliano († 1993)
- 1921 - Ferruccio Castiglioni, scacchista italiano († 1971)
- 1921 - Louis Desgraves, bibliotecario e storico francese († 1999)
- 1921 - Margherita Guidacci, poetessa e traduttrice italiana († 1992)
- 1921 - Luciano Luberti, criminale e militare italiano († 2002)
- 1922 - Lia Angeleri, attrice italiana († 1969)
- 1922 - Franco Brambilla, attore italiano († 1942)
- 1922 - Georges Cottier, cardinale, arcivescovo cattolico e teologo svizzero († 2016)
- 1922 - Raffaele Gadaleta, politico e operaio italiano († 2010)
- 1922 - Renato Giudici, calciatore italiano († 2003)
- 1922 - Barbara Herrera, attrice italiana
- 1922 - Tomás Maldonado, artista, designer e filosofo argentino († 2018)
- 1923 - Massimo Annesi, avvocato e giurista italiano († 2005)
- 1923 - Anita Björk, attrice svedese († 2012)
- 1923 - Francis Graham-Smith, astronomo britannico († 2025)
- 1923 - Melissa Hayden, ballerina canadese († 2006)
- 1923 - Albert King, chitarrista e cantante statunitense († 1992)
- 1923 - Edmond Malinvaud, economista francese († 2015)
- 1923 - Pietro Rossano, vescovo cattolico e teologo italiano († 1991)
- 1923 - Jack Spencer, cestista e allenatore di pallacanestro statunitense († 2004)
- 1923 - Pietro Tinu, pittore italiano († 1999)
- 1924 - Joseph Eric D'Arcy, arcivescovo cattolico australiano († 2005)
- 1924 - Ingemar Johansson, marciatore svedese († 2009)
- 1924 - Franco Mannino, compositore, pianista e direttore d'orchestra italiano († 2005)
- 1924 - José María Martín, calciatore e allenatore di calcio spagnolo († 2006)
- 1925 - Janete Clair, autrice televisiva, sceneggiatrice e drammaturga brasiliana († 1983)
- 1925 - Jimmy Dickinson, allenatore di calcio e calciatore inglese († 1982)
- 1925 - Zofia Kielan-Jaworowska, paleontologa polacca († 2015)
- 1925 - Kay E. Kuter, attore e doppiatore statunitense († 2003)
- 1925 - Max Pécas, regista cinematografico, sceneggiatore e produttore cinematografico francese († 2003)
- 1925 - Alice Saunier-Seité, politica francese († 2003)
- 1925 - Vincenzo Toffano, partigiano italiano († 1944)
- 1926 - Vittorio Gelmetti, compositore italiano († 1992)
- 1926 - Pietro Iotti, politico, antifascista e scrittore italiano († 2016)
- 1926 - Tadeusz Janczar, attore polacco († 1997)
- 1926 - Pier Ludovico Pavoni, direttore della fotografia, regista e produttore cinematografico italiano
- 1926 - Pio Penzo, incisore e presbitero italiano († 1988)
- 1926 - Tadashige Teranishi, allenatore di calcio giapponese († 1999)
- 1927 - Dickie Dale, pilota motociclistico britannico († 1961)
- 1927 - Rosemarie Fendel, attrice e doppiatrice tedesca († 2013)
- 1927 - Siegfried Palm, violoncellista tedesco († 2005)
- 1927 - Rino Ruscello, partigiano italiano († 1944)
- 1927 - Albert Uderzo, fumettista francese († 2020)
- 1927 - Ernst Widmer, compositore, direttore d'orchestra e pianista svizzero († 1990)
- 1927 - Andrea Zambelli, bobbista italiano († 1994)
- 1928 - Doris Freedman, attivista e critica d'arte statunitense († 1981)
- 1928 - Vassar Clements, musicista e violinista statunitense († 2005)
- 1928 - Jurij Vasil'evič Jakovlev, attore sovietico († 2013)
- 1928 - Charles Kunz, calciatore svizzero († 2009)
- 1928 - Cy Twombly, pittore statunitense († 2011)
- 1928 - Gastone Rossi, partigiano italiano († 1944)
- 1928 - Igor' Vladimirovič Usov, regista sovietico († 1990)
- 1929 - Pietro Ferracin, ingegnere e politico italiano († 2009)
- 1929 - Georg von Hohenberg, duca austriaco († 2019)
- 1929 - Marcello Lotti, giocatore di biliardo italiano († 2008)
- 1929 - Abderrahmane Mahjoub, calciatore marocchino († 2011)
- 1929 - Giovanni Scognamillo, giornalista, scrittore e attore turco († 2016)
- 1929 - Yvette Williams, lunghista, discobola e pesista neozelandese († 2019)
- 1930 - Albano Bortoletto Cavallin, arcivescovo cattolico brasiliano († 2017)
- 1930 - Ugo Crescenzi, politico italiano († 2017)
- 1930 - Ignazio Fabra, lottatore italiano († 2008)
- 1930 - Paul Mazursky, regista, sceneggiatore e attore statunitense († 2014)
- 1930 - Davide Montemurri, attore e regista italiano († 2021)
- 1930 - Violetta Ferrari, attrice ungherese († 2014)
- 1931 - Rosario Alessandrello, ingegnere e dirigente d'azienda italiano († 2020)
- 1931 - Leib Groner, rabbino, mistico e religioso statunitense († 2020)
- 1931 - Nikolaj Kuznecov, pallanuotista sovietico († 1995)
- 1932 - Francesco Anselmo, pianista, arrangiatore e direttore d'orchestra italiano
- 1932 - Sisto Dalla Palma, critico teatrale, direttore artistico e direttore teatrale italiano († 2011)
- 1932 - Nikolaj Kardašëv, astronomo russo († 2019)
- 1932 - Meadowlark Lemon, cestista e attore statunitense († 2015)
- 1932 - Lia Manoliu, discobola rumena († 1998)
- 1932 - Muhamed Mujić, calciatore jugoslavo († 2016)
- 1932 - T. V. Olsen, scrittore statunitense († 1993)
- 1932 - William Roache, attore britannico
- 1932 - Agostinho dos Santos, cantante brasiliano († 1973)
- 1933 - Ivo Cipci, ex pallanuotista jugoslavo
- 1933 - Giovanni Fago, regista italiano
- 1933 - Piergiorgio Farina, violinista, cantante e compositore italiano († 2008)
- 1933 - Giovanni Jervis, psichiatra italiano († 2009)
- 1933 - Yōtarō Kobayashi, dirigente d'azienda giapponese († 2015)
- 1933 - Jerry Leiber, paroliere statunitense († 2011)
- 1933 - Marina Malfatti, attrice italiana († 2016)
- 1934 - José Diéguez Reboredo, vescovo cattolico spagnolo († 2022)
- 1934 - Ljubomir Katić, cestista e allenatore di pallacanestro jugoslavo († 2025)
- 1934 - Johnny McCarthy, cestista e allenatore di pallacanestro statunitense († 2020)
- 1934 - Peter McParland, calciatore e allenatore di calcio nordirlandese († 2025)
- 1934 - Bobby Trainor, ex calciatore nordirlandese
- 1935 - Roberto Ferreiro, allenatore di calcio e calciatore argentino († 2017)
- 1935 - Inga Freidenfelds, cestista lettone († 2022)
- 1935 - Bob Gutowski, astista statunitense († 1960)
- 1935 - Reinier Kreijermaat, calciatore olandese († 2018)
- 1935 - Lola Novaković, cantante serba († 2016)
- 1935 - Jim Peebles, astronomo canadese
- 1936 - Henck Arron, politico surinamese († 2000)
- 1936 - Ernesto Bono, ciclista su strada e pistard italiano († 2018)
- 1936 - Domenico Cacopardo, magistrato, scrittore e conduttore radiofonico italiano
- 1936 - Nikita Chubov, regista sovietico († 2018)
- 1936 - Santiago Isasi, calciatore spagnolo († 2017)
- 1936 - Freddie Little, ex pugile statunitense
- 1936 - Leonel Sánchez, calciatore e allenatore di calcio cileno († 2022)
- 1936 - Saul Swimmer, regista e produttore cinematografico statunitense († 2007)
- 1937 - Herminio Campos, ex calciatore peruviano
- 1937 - Giancarlo Fusato, calciatore italiano († 2024)
- 1937 - Vladimir Leonov, ex pistard sovietico
- 1937 - Luigi Memmi, politico italiano († 2007)
- 1937 - Toribio Porco Ticona, cardinale e vescovo cattolico boliviano
- 1937 - Humberto Rodríguez Pastor, antropologo peruviano
- 1937 - Carlo Alberto Sacchi, ingegnere italiano († 1989)
- 1937 - Domenico Salazar, prefetto italiano († 2009)
- 1937 - Nazzareno Zamperla, stuntman e attore italiano († 2020)
- 1938 - Ėduard Ivanov, hockeista su ghiaccio sovietico († 2012)
- 1938 - Jill Martin, attrice e cantante britannica († 2016)
- 1938 - Marcello Neri, allenatore di calcio e calciatore italiano († 2009)
- 1938 - Octavian Popescu, allenatore di calcio e ex calciatore rumeno
- 1938 - Miguel San Román, calciatore spagnolo († 2015)
- 1938 - James Harris Simons, matematico, imprenditore e filantropo statunitense († 2024)
- 1939 - Robert Skidelsky, storico e economista britannico
- 1939 - Patrick Anson, V conte di Lichfield, fotografo e nobile inglese († 2005)
- 1939 - Tarcisio Burgnich, calciatore e allenatore di calcio italiano († 2021)
- 1939 - Marco Cugno, traduttore italiano († 2012)
- 1939 - Cesare Gerolimetto, fotografo italiano
- 1939 - Ted Kooser, poeta statunitense
- 1939 - Michael Llewellyn-Smith, diplomatico e storico britannico
- 1939 - Frane Nonković, pallanuotista jugoslavo († 2023)
- 1939 - Kees Okx, pittore olandese († 2015)
- 1939 - Fabio Pajella, tuffatore italiano († 2003)
- 1940 - Joop Burgers, ex calciatore olandese
- 1940 - Arturo Carsetti, filosofo italiano († 2024)
- 1940 - Maribel Owen, pattinatrice artistica su ghiaccio statunitense († 1961)
- 1940 - Al Pacino, attore statunitense
- 1940 - Vera Schenone, ex sciatrice alpina italiana
- 1940 - Philippe Taquet, paleontologo francese
- 1941 - Gianfranco Dettori, fantino italiano
- 1941 - Mauro Dutto, politico e giornalista italiano († 1992)
- 1941 - Alex Elder, ex calciatore nordirlandese
- 1941 - José Luis Imhoff, ex rugbista a 15, allenatore di rugby a 15 e politico argentino
- 1941 - Markus Lüpertz, pittore, scultore e fotografo tedesco
- 1941 - Walter Mixa, vescovo cattolico tedesco
- 1941 - Emiliana Santoli, politica italiana
- 1941 - Lawrence J. Smith, politico statunitense
- 1941 - Bertrand Tavernier, regista, sceneggiatore e produttore cinematografico francese († 2021)
- 1941 - Muna al-Husayn, principessa britannica
- 1942 - Opal Bogard, cestista statunitense († 2008)
- 1942 - Paolo Marcello Brignoli, aracnologo italiano († 1986)
- 1942 - Margaret Hunt, ex tennista sudafricana
- 1942 - Kang Ryong-woon, ex calciatore nordcoreano
- 1942 - Jon Kyl, politico statunitense
- 1942 - Serge Thion, giornalista e sociologo francese († 2017)
- 1943 - Angelo Anquilletti, calciatore italiano († 2015)
- 1943 - Gianfranco Bertoletti, ex calciatore italiano
- 1943 - Tony Christie, cantante, musicista e attore britannico
- 1943 - Anders Grönlund, cestista svedese († 2024)
- 1944 - Leo Atzwanger, ex slittinista italiano
- 1944 - Jim Barrows, sciatore alpino e allenatore di sci alpino statunitense († 2024)
- 1944 - Berit Berthelsen, lunghista e multiplista norvegese († 2022)
- 1944 - Marco Dané, autore televisivo, pedagogista e regista teatrale italiano
- 1944 - Renzo Fratini, arcivescovo cattolico italiano
- 1944 - Brigitte Gapais-Dumont, schermitrice francese († 2018)
- 1944 - Settimo Gottardo, politico e dirigente d'azienda italiano
- 1944 - Felice Laudadio, giornalista e scrittore italiano
- 1944 - Julio Montero Castillo, ex calciatore uruguaiano
- 1944 - Herbert Pagani, cantautore, artista e conduttore radiofonico italiano († 1988)
- 1944 - Anna Teresa Rossini, attrice italiana
- 1944 - Einar Steen-Nøkleberg, pianista e docente norvegese
- 1944 - Silvio Zanon, ex calciatore italiano
- 1945 - Pietro Carotti, politico italiano
- 1945 - Stu Cook, bassista statunitense
- 1945 - Luciano Falcier, politico italiano
- 1945 - Pancho Pardi, politico e attivista italiano
- 1945 - Rita Pulido, ex nuotatrice spagnola
- 1945 - Jean Purdy, infermiera e biologa britannica († 1985)
- 1945 - Giacinto Santambrogio, ciclista su strada italiano († 2012)
- 1945 - Marco Scano, ex pugile italiano
- 1945 - Björn Ulvaeus, musicista e compositore svedese
- 1946 - Paola Abruzzo, attrice e regista italiana
- 1946 - Talia Shire, attrice statunitense
- 1946 - Elio Corno, giornalista e opinionista italiano († 2025)
- 1946 - Isabella Iannetti, cantante italiana
- 1946 - Hugh Johnson, direttore della fotografia irlandese († 2015)
- 1946 - Karel Pastor, ex cestista olandese
- 1946 - Andrzej Seweryn, attore polacco
- 1946 - Vasyl' Stankovyč, ex schermidore sovietico
- 1946 - Peter Sutherland, politico e dirigente d'azienda irlandese († 2018)
- 1946 - Vladimir Žirinovskij, politico russo († 2022)
- 1947 - Santo Araniti, mafioso italiano
- 1947 - Johan Cruijff, calciatore, allenatore di calcio e dirigente sportivo olandese († 2016)
- 1947 - Jeffrey DeMunn, attore statunitense
- 1947 - Tibor Feldman, attore statunitense
- 1947 - Ivan Gregori, ex calciatore italiano
- 1947 - Marylise Lebranchu, politica francese
- 1947 - Tamara Samsonova, serial killer russa
- 1947 - Cathy Smith, cantante canadese († 2020)
- 1948 - Alberto Bucci, allenatore di pallacanestro italiano († 2019)
- 1948 - Giampiero D'Angiulli, ex calciatore italiano
- 1948 - Grady O'Malley, ex cestista statunitense
- 1948 - Freda Foh Shen, attrice statunitense
- 1949 - Chiara Ingrao, politica, sindacalista e scrittrice italiana
- 1949 - John McAleese, militare britannico († 2011)
- 1949 - Lodovico Pace, politico e poeta italiano
- 1949 - Vicente Pernía, ex calciatore argentino
- 1949 - Filiberto Ricciardi, tenore italiano
- 1949 - Dominique Strauss-Kahn, economista e politico francese
- 1949 - Michael Wagener, produttore discografico tedesco
- 1950 - Joyce Douthwright, ex cestista canadese
- 1950 - Steve Ferrone, batterista britannico
- 1950 - Bobbi Humphrey, cantante e flautista statunitense
- 1950 - François Jacolin, vescovo cattolico francese
- 1950 - Peter Jurasik, attore statunitense
- 1950 - Valentyna Kozyr, ex altista sovietica
- 1950 - Bandō Tamasaburō V, attore e regista giapponese
- 1950 - John Tschogl, ex cestista statunitense
- 1950 - Paolo Vella, funzionario e politico italiano
- 1951 - Giacomo D'Apollonio, politico e generale italiano
- 1951 - Christian Le Bartz, cantante francese († 2025)
- 1951 - José López, ex calciatore messicano
- 1951 - Tadeusz Rutkowski, ex sollevatore polacco
- 1951 - Werner Schraut, sollevatore tedesco occidentale († 2018)
- 1951 - João Soares, ex tennista brasiliano
- 1952 - Quinto Antonelli, storico e scrittore italiano
- 1952 - Ketil Bjørnstad, compositore e pianista norvegese
- 1952 - Solange, personaggio televisivo italiano († 2021)
- 1952 - Stanisław Budzik, arcivescovo cattolico polacco
- 1952 - Milena Duchková, ex tuffatrice cecoslovacca
- 1952 - Padgett Powell, scrittore statunitense
- 1952 - Jacques Santini, ex calciatore e allenatore di calcio francese
- 1952 - Vladislav Tret'jak, allenatore di hockey su ghiaccio e ex hockeista su ghiaccio sovietico
- 1952 - Haydar al-'Abadi, politico iracheno
- 1952 - Francisco de la Torre, ex schermidore cubano
- 1953 - Giorgio Battistelli, compositore italiano
- 1953 - Ron Clements, regista, animatore e sceneggiatore statunitense
- 1953 - Vesna Pusić, politica croata
- 1954 - Melvin Burgess, scrittore britannico
- 1954 - Eddie Edwards, ex giocatore di football americano statunitense
- 1954 - Giuseppe Madonia, mafioso italiano
- 1954 - Vittorio Missoni, stilista e dirigente d'azienda italiano († 2013)
- 1954 - József Szendrei, ex calciatore ungherese
- 1954 - Glen Williams, cestista e allenatore di pallacanestro americo-verginiano († 2017)
- 1955 - Tat'jana Brylina, ex biatleta sovietica
- 1955 - Kim Eric Drexler, ingegnere statunitense
- 1955 - Fabio Fabbri, chitarrista, compositore e arrangiatore italiano
- 1955 - Tony Fuochi, doppiatore italiano († 2022)
- 1955 - Américo Gallego, allenatore di calcio e ex calciatore argentino
- 1955 - Fabriciano González, allenatore di calcio e ex calciatore spagnolo
- 1955 - Eugeniusz Kijewski, ex cestista e allenatore di pallacanestro polacco
- 1955 - Philip Moger, vescovo cattolico britannico
- 1955 - Buster Mottram, ex tennista britannico
- 1955 - John Nunn, scacchista e compositore di scacchi inglese
- 1955 - Benjamin Marc Ramaroson, arcivescovo cattolico malgascio
- 1956 - Dominique Blanc, attrice francese
- 1956 - Giancarlo Casiraghi, ex ciclista su strada italiano
- 1956 - Dave Corzine, ex cestista e allenatore di pallacanestro statunitense
- 1956 - Jaroslava Schallerová, attrice ceca
- 1956 - Andres Sõber, ex cestista e allenatore di pallacanestro estone
- 1956 - Miroslav Votava, allenatore di calcio e ex calciatore cecoslovacco
- 1957 - Eric Bristow, giocatore di freccette inglese († 2018)
- 1957 - Johnny High, cestista statunitense († 1987)
- 1957 - Roch Marc Christian Kaboré, politico burkinabè
- 1957 - Kanellos Kanellopoulos, ex ciclista su strada, pistard e ex aviatore greco
- 1957 - Harry Melis, ex calciatore olandese
- 1957 - Theo de Rooij, ex ciclista su strada, pistard e dirigente sportivo olandese
- 1957 - Sugith Varughese, attore e sceneggiatore indiano
- 1958 - Francesco Caruso Cardelli, doppiatore e direttore del doppiaggio italiano
- 1958 - Fish, cantante e attore britannico
- 1958 - Garbo, cantautore italiano
- 1958 - Misha Glenny, giornalista, scrittore e conduttore radiofonico britannico
- 1958 - Joseph Gerard Hanefeldt, vescovo cattolico statunitense
- 1958 - Luis Guillermo Solís, politico costaricano
- 1958 - Marlies Oberholzer, ex sciatrice alpina svizzera
- 1958 - Sergej Tarakanov, ex cestista sovietico
- 1959 - Fariba Adelkhah, antropologa francese
- 1959 - Enrique Benavent Vidal, arcivescovo cattolico spagnolo
- 1959 - Clarissa Burt, attrice e ex modella statunitense
- 1959 - Al'bina Juratu, insegnante, poetessa e scrittrice russa
- 1959 - Francesca Mambro, terrorista italiana
- 1959 - Bruce Mathison, ex giocatore di football americano statunitense
- 1959 - Takeaki Matsumoto, politico giapponese
- 1959 - Billy Rankin, chitarrista britannico
- 1959 - Leonardo Sonaglia, ex cestista e allenatore di pallacanestro italiano
- 1959 - Tiziana Virgili, medico e politica italiana
- 1959 - Britta Östman, ex sciatrice alpina svedese
- 1960 - Elvire Audray, attrice francese († 2000)
- 1960 - Paul Baloff, cantante statunitense († 2002)
- 1960 - Saro Cosentino, compositore e musicista italiano
- 1960 - Lucia Di Cosmo, regista italiana († 2006)
- 1960 - Mariano Fazio, presbitero, storico e filosofo argentino
- 1960 - Francesco Romano, procuratore sportivo e ex calciatore italiano
- 1960 - Art Schlichter, ex giocatore di football americano statunitense
- 1960 - Brian Tatler, chitarrista britannico
- 1960 - Hocine Yahi, ex calciatore algerino
- 1961 - Agneta Andersson, canoista svedese († 2023)
- 1961 - Massimo Ballone, criminale italiano
- 1961 - Giovanni Chiodi, politico italiano
- 1961 - Dinesh D'Souza, regista statunitense
- 1961 - Frank De Winne, ex astronauta belga
- 1961 - Truls Mørk, violoncellista norvegese
- 1961 - Celeste Pin, calciatore e dirigente sportivo italiano († 2025)
- 1961 - Vasyl' Rac, ex calciatore e allenatore di calcio sovietico
- 1961 - Marcella Silvestri, doppiatrice, comica e attrice italiana
- 1961 - Juha Sipilä, politico e imprenditore finlandese
- 1961 - Zoran Stojadinović, ex calciatore jugoslavo
- 1961 - Miran Tepeš, dirigente sportivo e ex saltatore con gli sci sloveno
- 1961 - Margherita Turewicz Lafranchi, artista polacca
- 1961 - Andrea Vianello, giornalista, conduttore radiofonico e conduttore televisivo italiano
- 1962 - Aðalsteinn Aðalsteinsson, ex calciatore islandese
- 1962 - Nikola Adžić, ex pallamanista e allenatore di pallamano jugoslavo
- 1962 - Ole Edvard Antonsen, trombettista norvegese
- 1962 - Emadeddin Baghi, giornalista e attivista iraniano
- 1962 - Foeke Booy, allenatore di calcio e ex calciatore olandese
- 1962 - John Cooke, ex calciatore inglese
- 1962 - Dorival Júnior, allenatore di calcio e ex calciatore brasiliano
- 1962 - Keith Rothfus, politico e avvocato statunitense
- 1962 - Marco Serra, ex calciatore italiano
- 1962 - Adam Silver, avvocato e dirigente sportivo statunitense
- 1963 - Nelson Aerts, ex tennista brasiliano
- 1963 - Hitoshi Ashinano, fumettista giapponese
- 1963 - Kevin Fagan, ex giocatore di football americano statunitense
- 1963 - Marcos Ferrufino, calciatore boliviano († 2021)
- 1963 - Giovanni Franceschi, ex nuotatore italiano
- 1963 - Philippine Leroy-Beaulieu, attrice francese
- 1963 - David Moyes, allenatore di calcio e ex calciatore scozzese
- 1964 - Hank Azaria, attore, comico e doppiatore statunitense
- 1964 - Andy Bell, cantante britannico
- 1964 - Fiona Bruce, giornalista britannica
- 1964 - Omar Catarí, ex pugile venezuelano
- 1964 - Marco D'Altrui, pallanuotista italiano
- 1964 - Lisa Franchetti, ammiraglio statunitense
- 1964 - Kenji Yamamoto, compositore giapponese
- 1965 - Jens Adler, allenatore di calcio e ex calciatore tedesco orientale
- 1965 - Eric Avery, bassista statunitense
- 1965 - Tom Beard, attore inglese († 2015)
- 1965 - Mark Bryant, ex cestista e allenatore di pallacanestro statunitense
- 1965 - Ally Dick, ex calciatore scozzese
- 1965 - Corrado Invernizzi, attore italiano
- 1965 - Milton Mendes, allenatore di calcio e ex calciatore brasiliano
- 1965 - Sergio Procopio, mimo italiano
- 1965 - Lia Trovati, ex danzatrice su ghiaccio italiana
- 1966 - Choi Yong-il, ex calciatore sudcoreano
- 1966 - Diego Domínguez, ex rugbista a 15 e allenatore di rugby a 15 italiano
- 1966 - Francis Fulton-Smith, attore tedesco
- 1966 - Femke Halsema, politica olandese
- 1966 - Karen Mantler, tastierista, armonicista e cantante statunitense
- 1966 - Donatella Mungo, politica italiana
- 1966 - Isabelle Pasco, attrice e modella francese
- 1966 - Anita Rátvay, ex cestista ungherese
- 1966 - Marciano Saldías, ex calciatore boliviano
- 1966 - Rubén Sosa Ardaiz, dirigente sportivo, allenatore di calcio e ex calciatore uruguaiano
- 1966 - Vladimir Tatarčuk, allenatore di calcio e ex calciatore russo
- 1966 - Éliane Tillieux, politica belga
- 1966 - Yoo Chang-hyuk, goista sudcoreano
- 1967 - Stefano Ayroldi, ex assistente arbitrale di calcio italiano
- 1967 - Maik Bullmann, ex lottatore tedesco
- 1967 - Salvatore Capone, politico italiano
- 1967 - Maurizio Gradin, fumettista italiano
- 1967 - Alan Kernaghan, allenatore di calcio e ex calciatore irlandese
- 1967 - Riccardo Lombardo, attore, doppiatore e direttore del doppiaggio italiano
- 1967 - Angel Martino, ex nuotatrice statunitense
- 1967 - Michele Mellara, regista italiano
- 1967 - Vladko Šalamanov, ex calciatore bulgaro
- 1968 - Nicole Barandun, avvocata e politica svizzera
- 1968 - Massimo Di Cataldo, cantautore, musicista e produttore discografico italiano
- 1968 - Vitalij Kyrylenko, ex lunghista ucraino
- 1968 - Ferrán Martínez, ex cestista spagnolo
- 1968 - Giorgio Mulè, politico e giornalista italiano
- 1968 - Lukas Perathoner, ex sciatore alpino italiano
- 1968 - John Arvid Skistad, ex calciatore norvegese
- 1968 - Kaj Stefansen, ex calciatore danese
- 1968 - Thomas Strunz, ex calciatore e dirigente sportivo tedesco
- 1969 - Albert Aqarunov, militare azero († 1992)
- 1969 - Olivier Auroy, imprenditore e scrittore francese
- 1969 - Vanessa Beecroft, artista italiana
- 1969 - Liviu Cepoi, ex slittinista rumeno
- 1969 - Giorgi Chogovadze, ex tuffatore sovietico
- 1969 - Kai Hundertmarck, ex ciclista su strada, ciclocrossista e triatleta tedesco
- 1969 - Martin Koolhoven, regista e sceneggiatore olandese
- 1969 - Reginaldo Manzotti, religioso, cantante e imprenditore brasiliano
- 1969 - Marzena Najmowicz, ex cestista polacca
- 1969 - Jon Olsen, ex nuotatore statunitense
- 1969 - Faustino Pérez, allenatore di calcio a 5 spagnolo
- 1969 - Gina Torres, attrice statunitense
- 1969 - Donald Whiteside, ex cestista statunitense
- 1969 - Darren Woodson, ex giocatore di football americano statunitense
- 1969 - Renée Zellweger, attrice statunitense
- 1970 - Joël Abati, ex pallamanista francese
- 1970 - Kate Allen, ex triatleta australiana
- 1970 - Tomoko Kawakami, doppiatrice giapponese († 2011)
- 1970 - Jason Lee, attore, produttore televisivo e skater statunitense
- 1970 - Vladimir Legotin, ex fondista russo
- 1970 - Marco Simiani, politico italiano
- 1970 - Jason Wiles, attore e regista statunitense
- 1970 - Sergej Šuplecov, sciatore freestyle russo († 1995)
- 1971 - Sara Baras, ballerina e coreografa spagnola
- 1971 - Lázaro Dalcourt, ex calciatore cubano
- 1971 - Vladimir Đokić, allenatore di pallacanestro e ex cestista serbo
- 1971 - Massimiliano Ingrami, maratoneta italiano
- 1971 - Luca Rea, autore televisivo e regista italiano
- 1971 - Scott Yoo, direttore d'orchestra e violinista statunitense
- 1972 - Michele Baldi, allenatore di calcio e ex calciatore italiano
- 1972 - Marco Bella, chimico e politico italiano
- 1972 - Eugenio Caballero, scenografo messicano
- 1972 - Carmen Cusack, attrice e cantante statunitense
- 1972 - Sofia Helin, attrice svedese
- 1972 - Mikael Kenta, modello e fotografo svedese
- 1972 - Marco Meneschincheri, commentatore televisivo e ex tennista italiano
- 1972 - Annette Sikveland, ex biatleta norvegese
- 1972 - Amilcare Tronca, ciclista su strada italiano († 1999)
- 1972 - Marko Tuomainen, ex hockeista su ghiaccio e allenatore di hockey su ghiaccio finlandese
- 1972 - Zaza Zazirov, ex lottatore ucraino
- 1973 - Nicholas Barker, batterista britannico
- 1973 - Carlota Castrejana, ex cestista e ex triplista spagnola
- 1973 - Riccardo Falcinelli, grafico e designer italiano
- 1973 - Aleksandr Parygin, ex pentatleta kazako
- 1973 - Franco Polverini, hockeista su pista e allenatore di hockey su pista italiano
- 1973 - Barbara Rittner, allenatrice di tennis e ex tennista tedesca
- 1974 - Elisabetta Artuso, mezzofondista italiana
- 1974 - Müslüm Aslan, poeta curdo
- 1974 - Sandra Borgmann, attrice tedesca
- 1974 - Takayuki Komine, ex calciatore giapponese
- 1974 - Timothy Paoka, ex calciatore salomonese
- 1974 - Dean Phoenix, ex attore pornografico messicano
- 1974 - Libor Procházka, ex hockeista su ghiaccio ceco
- 1974 - Ursula Strauss, attrice e cantante austriaca
- 1974 - Tim Vergauwen, allenatore di calcio a 5 e ex giocatore di calcio a 5 belga
- 1974 - Luigi Alfonso di Borbone-Dampierre, banchiere francese
- 1974 - Anton Šantyr', ex pistard russo
- 1975 - Erin Alexander, ex cestista statunitense
- 1975 - Laura Bennett, triatleta statunitense
- 1975 - Emily Bergl, attrice britannica
- 1975 - Pål André Czwartek, ex calciatore norvegese
- 1975 - Manuele Fior, fumettista e illustratore italiano
- 1975 - Shivani Ghai, attrice britannica
- 1975 - Hamada Jambay, ex calciatore malgascio
- 1975 - Truls Ove Karlsen, ex sciatore alpino norvegese
- 1975 - Roger Machado, allenatore di calcio e ex calciatore brasiliano
- 1975 - Ulrich Perathoner, ex sciatore alpino italiano
- 1975 - Michael Stewart, ex cestista statunitense
- 1975 - Becky Wahlstrom, attrice statunitense
- 1976 - Walid Azaiez, ex calciatore tunisino
- 1976 - Tim Duncan, ex cestista e allenatore di pallacanestro americo-verginiano
- 1976 - Pablo Gaglianone, ex calciatore uruguaiano
- 1976 - Gilberto da Silva Melo, ex calciatore e giocatore di calcio a 5 brasiliano
- 1976 - Kim Jong-kook, cantante sudcoreano
- 1976 - Melvin Levett, ex cestista statunitense
- 1976 - Kazuo Misaki, artista marziale misto e ex judoka giapponese
- 1976 - Breyton Paulse, ex rugbista a 15 sudafricano
- 1976 - Marco Salvucci, ex velocista italiano
- 1976 - Rainer Schüttler, allenatore di tennis e ex tennista tedesco
- 1976 - Renato Tarantelli Baccari, vescovo cattolico italiano
- 1977 - Sylviane Berthod, ex sciatrice alpina svizzera
- 1977 - Matteo Bertini, allenatore di pallavolo italiano
- 1977 - Manolo Cardona, attore e regista colombiano
- 1977 - Kōnstantinos Christoforou, cantante cipriota
- 1977 - Jeff Coetzee, allenatore di tennis e ex tennista sudafricano
- 1977 - Christian Dubé, allenatore di hockey su ghiaccio, dirigente sportivo e ex hockeista su ghiaccio canadese
- 1977 - Thomas Einwaller, ex arbitro di calcio austriaco
- 1977 - Sara Gaspari, ex cestista italiana
- 1977 - Pablo Machado, ex cestista venezuelano
- 1977 - Marguerite Moreau, attrice statunitense
- 1977 - Daisuke Sudo, allenatore di calcio e ex calciatore giapponese
- 1977 - Matthew West, cantante statunitense
- 1977 - Marco Zaninelli, ex calciatore italiano
- 1977 - Dzintars Zirnis, ex calciatore lettone
- 1978 - Letícia Birkheuer, modella brasiliana
- 1978 - Malalai Joya, attivista, scrittrice e ex politica afghana
- 1978 - Duncan Kibet, maratoneta keniota
- 1978 - Jesús María Lacruz, ex calciatore spagnolo
- 1978 - Jean-Michel Lucenay, schermidore francese
- 1978 - Hamchétou Maïga, ex cestista e allenatrice di pallacanestro maliana
- 1978 - Beate Meinl-Reisinger, politica austriaca
- 1978 - Rody Turpijn, ex calciatore olandese
- 1978 - Fabian Wagner, direttore della fotografia tedesco
- 1979 - Álex Adrover, attore spagnolo
- 1979 - Giuseppe Andrews, attore, regista e cantautore statunitense
- 1979 - Tonic Chabalala, ex calciatore sudafricano
- 1979 - Khalid El-Amin, ex cestista statunitense
- 1979 - Thiago Gosling, ex calciatore brasiliano
- 1979 - Burt Jones, politico statunitense
- 1979 - Andreas Küttel, ex saltatore con gli sci svizzero
- 1979 - Lilian Cristina Lopes Gonçalves, ex cestista brasiliana
- 1979 - Adam Neumann, imprenditore israeliano
- 1979 - Andrea Osvárt, attrice, modella e produttrice cinematografica ungherese
- 1979 - Aleksandar Radosavljevič, ex calciatore sloveno
- 1979 - Tomaž Razingar, ex hockeista su ghiaccio sloveno
- 1979 - Fabio Salerno, presbitero e diplomatico italiano
- 1979 - Manal al-Sharif, attivista saudita
- 1980 - Márcio Abreu, ex calciatore portoghese
- 1980 - Irfaan Ali, politico guyanese
- 1980 - Samuel Barnett, attore britannico
- 1980 - Francesco Caprani, pallanuotista italiano
- 1980 - Silvia Carrera, giornalista e conduttrice televisiva italiana
- 1980 - José María Giménez Pérez, ex calciatore spagnolo
- 1980 - Ruben Kihuen, politico statunitense
- 1980 - Jaromír Koláčný, pallavolista ceco
- 1980 - Behnam Mahmoudi, ex pallavolista iraniano
- 1980 - Migen Memelli, allenatore di calcio e ex calciatore albanese
- 1980 - Akshata Murthy, imprenditrice e stilista indiana
- 1980 - Céline Sallette, attrice e regista francese
- 1980 - Jerry Shea, attore statunitense
- 1980 - Ayiman Suroor Al-Maawali, ex calciatore omanita
- 1980 - Hoang Thanh Trang, scacchista vietnamita
- 1980 - Alejandro Valverde, ex ciclista su strada spagnolo
- 1980 - Wu Meijin, ex sollevatore cinese
- 1981 - Laura Birn, attrice finlandese
- 1981 - Thomas Butler, ex calciatore irlandese
- 1981 - Omar Daley, ex calciatore giamaicano
- 1981 - Adriano Foglia, giocatore di calcio a 5 brasiliano
- 1981 - Marianna Hofer, politica e ex calciatrice italiana
- 1981 - Ichiei Ishibumi, fumettista giapponese
- 1981 - Jovana Janković, conduttrice televisiva serba
- 1981 - Martin Leština, calciatore ceco
- 1981 - Chet Mason, ex cestista statunitense
- 1981 - Felipe Massa, pilota automobilistico brasiliano
- 1981 - Anja Pärson, ex sciatrice alpina svedese
- 1981 - Armando Perna, dirigente sportivo, allenatore di calcio e ex calciatore italiano
- 1981 - Nicu Popescu, politico moldavo
- 1981 - Brian Pumper, ex attore pornografico statunitense
- 1981 - Gaetana Russo, politica italiana
- 1981 - Pedro Silva, allenatore di calcio e ex calciatore brasiliano
- 1982 - Roland Dean, ex calciatore giamaicano
- 1982 - Frane Despotović, allenatore di calcio a 5, ex giocatore di calcio a 5 e ex calciatore croato
- 1982 - Mário Gil Fernandes, allenatore di pallacanestro e ex cestista portoghese
- 1982 - Paul Hodgson, ex rugbista a 15 e allenatore di rugby a 15 britannico
- 1982 - Josh Kelly, attore statunitense
- 1982 - Jacqueline Lawrence, canoista australiana
- 1982 - Mark López, taekwondoka statunitense
- 1982 - Carlos Morbán, ex cestista dominicano
- 1983 - Stefan Ålander, ex calciatore svedese
- 1983 - Garðar Gunnlaugsson, ex calciatore islandese
- 1983 - Alessandro Cremona, pilota motonautico italiano
- 1983 - Javad Davari, ex cestista iraniano
- 1983 - Katharina Heyer, attrice tedesca
- 1983 - Oleh Husjev, ex calciatore ucraino
- 1983 - Bogna Jóźwiak, schermitrice polacca
- 1983 - Dušan Kožíšek, ex fondista ceco
- 1983 - Marko Marić, ex calciatore croato
- 1983 - Denis Matveev, cosmonauta russo
- 1983 - Zach Morley, ex cestista statunitense
- 1983 - Emmeline Ndongue, ex cestista francese
- 1983 - Paulo Pezzolano, allenatore di calcio e ex calciatore uruguaiano
- 1983 - Dorothea Richter, ex cestista tedesca
- 1983 - Kōki Saga, pilota automobilistico giapponese
- 1983 - Johnathan Thurston, rugbista a 13 australiano
- 1983 - Paolo Tiramani, politico italiano
- 1983 - Daniel Tompkins, cantautore e produttore discografico britannico
- 1983 - DeAngelo Williams, giocatore di football americano e wrestler statunitense
- 1983 - Nick Willis, mezzofondista neozelandese
- 1984 - Samuel Amato, hockeista su pista argentino
- 1984 - Jillian Bell, comica, attrice e sceneggiatrice statunitense
- 1984 - Derrick Byars, ex cestista statunitense
- 1984 - Gabriel Cichero, ex calciatore venezuelano
- 1984 - Guillermo Cuadra Fernández, arbitro di calcio spagnolo
- 1984 - Melonie Diaz, attrice statunitense
- 1984 - Sam El Nasa, calciatore cambogiano
- 1984 - Simon Fourcade, ex biatleta francese
- 1984 - Cosmin Gherman, allenatore di calcio a 5 e ex giocatore di calcio a 5 romeno
- 1984 - Markus Hafner, ex hockeista su ghiaccio italiano
- 1984 - Kalle Keituri, ex saltatore con gli sci finlandese
- 1984 - Anthony Maggiacomo, ex giocatore di football americano e allenatore di football americano canadese
- 1984 - Silvia Roggiani, politica italiana
- 1984 - Eva Simons, cantante e personaggio televisivo olandese
- 1984 - Dallas Soonias, pallavolista canadese
- 1984 - Stijn Vandenbergh, ex ciclista su strada belga
- 1985 - Matt Bauscher, ex cestista statunitense
- 1985 - Aleksandra Chomać, ex cestista polacca
- 1985 - Andrea Coda, calciatore italiano
- 1985 - Inzaghi Donígio, ex calciatore guineense
- 1985 - Giedo van der Garde, ex pilota automobilistico olandese
- 1985 - Erand Hoxha, ex calciatore albanese
- 1985 - Rami Jridi, calciatore tunisino
- 1985 - Johanna Kurkela, cantante finlandese
- 1985 - Vahagn Minasyan, ex calciatore armeno
- 1985 - Beatrice Patrese, cavallerizza italiana
- 1985 - Duško Pijetlović, pallanuotista serbo
- 1985 - Rodrigo Ángel Gil Torres, ex calciatore spagnolo
- 1985 - Jan Roelofs, pilota motociclistico olandese
- 1985 - Serhij Rožok, calciatore ucraino († 2024)
- 1986 - Mark Barroca, ex cestista filippino
- 1986 - Nicholas Beckham, wrestler statunitense
- 1986 - Niv Berkowitz, ex cestista israeliano
- 1986 - Juan Sebastián Cabal, ex tennista colombiano
- 1986 - Silvina D'Elía, hockeista su prato argentina
- 1986 - John DeLuca, attore e cantante statunitense
- 1986 - Aleksej Emelin, hockeista su ghiaccio russo
- 1986 - Jang Myong-il, calciatore nordcoreano
- 1986 - Gwen Jorgensen, triatleta statunitense
- 1986 - Rubén Jurado, calciatore spagnolo
- 1986 - Lee Gang-jin, calciatore sudcoreano
- 1986 - Raïs M'Bolhi, calciatore algerino
- 1986 - Valene Maharaj, modella trinidadiana
- 1986 - İlqar Qurbanov, ex calciatore azero
- 1986 - Daniel Sharman, attore britannico
- 1986 - Tang Bin, canottiera cinese
- 1986 - Josip Vrlić, pallanuotista croato
- 1986 - Quentin Westberg, ex calciatore statunitense
- 1986 - Tadahiro Yanagawa, ex cestista giapponese
- 1987 - Dick Axelsson, hockeista su ghiaccio svedese
- 1987 - Alejandro Bedoya, calciatore statunitense
- 1987 - François Bellugou, ex calciatore francese
- 1987 - Abdoulrazak Boukari, calciatore togolese
- 1987 - Casey Deidrick, attore e cantante statunitense
- 1987 - Caner Erdeniz, cestista turco
- 1987 - Nick FitzGibbon, ex giocatore di football americano canadese
- 1987 - Achille Henriette, calciatore seychellese
- 1987 - Dóra Horti, ex cestista ungherese
- 1987 - Marcel Höttecke, allenatore di calcio e ex calciatore tedesco
- 1987 - Ida Jenshus, cantante norvegese
- 1987 - Luka Marić, calciatore croato
- 1987 - Uroš Nikolić, cestista serbo
- 1987 - Mario Pacilli, calciatore italiano
- 1987 - Jay Park, rapper sudcoreano
- 1987 - Donald Sims, cestista statunitense
- 1987 - Arijit Singh, cantante indiano
- 1987 - Johann Smith, ex calciatore statunitense
- 1987 - Jerome Tillman, cestista statunitense
- 1988 - Ebru Aytemur, attrice turca
- 1988 - Mamadou Diouldé Bah, calciatore guineano
- 1988 - Jonathan Bailey, attore britannico
- 1988 - Gaëtan Bong, ex calciatore camerunese
- 1988 - Cheick Diabaté, calciatore maliano
- 1988 - Sérgio Dutra Júnior, calciatore brasiliano
- 1988 - Savannah Graybill, skeletonista statunitense
- 1988 - Vurğun Hüseynov, ex calciatore azero
- 1988 - Mariya Ise, attrice e doppiatrice giapponese
- 1988 - Laura Lepistö, ex pattinatrice artistica su ghiaccio finlandese
- 1988 - Stefan Marković, ex cestista serbo
- 1988 - Giulio Molinari, triatleta italiano
- 1988 - Sara Paxton, attrice e cantante statunitense
- 1988 - Hamed Sinno, musicista libanese
- 1988 - Ekaterina Stoljarova, sciatrice freestyle russa
- 1988 - Anna Stöhr, arrampicatrice austriaca
- 1988 - Bernhard Tritscher, ex fondista austriaco
- 1988 - Melvin de Leeuw, calciatore olandese
- 1989 - Joseph Bendik, calciatore statunitense
- 1989 - Gedhun Choekyi, monaco buddhista tibetano
- 1989 - Andrea Crugnola, pilota di rally italiano
- 1989 - Mitar Đurić, pallavolista bosniaco
- 1989 - Marie-Michèle Gagnon, ex sciatrice alpina canadese
- 1989 - Michael van Gerwen, giocatore di freccette olandese
- 1989 - Coleman Hell, cantante canadese
- 1989 - Jayson Leutwiler, ex calciatore svizzero
- 1989 - Brian Lluy, calciatore argentino
- 1989 - Norichio Nieveld, calciatore olandese
- 1989 - Miki Siroshtein, calciatore israeliano
- 1989 - Aysel Teymurzadə, cantante azera
- 1989 - Damian Zbozień, calciatore polacco
- 1990 - Tural Abbasov, ex nuotatore azero
- 1990 - Abdoulaye Bamba, calciatore ivoriano
- 1990 - Darryl Bryant, ex cestista statunitense
- 1990 - Lachlan Buchanan, attore australiano
- 1990 - Meghann Fahy, attrice statunitense
- 1990 - Maksim Grigor'ev, ex cestista e allenatore di pallacanestro russo
- 1990 - Dana Knudsen, pallavolista statunitense
- 1990 - Pablo Magnín, calciatore argentino
- 1990 - Ruslan Pateev, ex cestista russo
- 1990 - Samuel Santos, calciatore brasiliano
- 1990 - Wilf Scolding, attore britannico
- 1990 - Pimsiri Sirikaew, sollevatrice thailandese
- 1990 - Jan-Lennard Struff, tennista tedesco
- 1990 - Travis Taylor, cestista statunitense
- 1990 - Jean-Éric Vergne, pilota automobilistico francese
- 1991 - Isaac Correia, calciatore angolano
- 1991 - Danilo Lopes Cezario, calciatore brasiliano
- 1991 - Stephen Hill, giocatore di football americano statunitense
- 1991 - Jung In-sun, attrice sudcoreana
- 1991 - Marta Mangiucca, attrice italiana
- 1991 - Mbunde Mbali, lottatore guineense
- 1991 - Callum McManaman, calciatore inglese
- 1991 - Lamar Miller, giocatore di football americano statunitense
- 1991 - Roman Potočný, calciatore ceco
- 1991 - Jordan Poyer, giocatore di football americano statunitense
- 1991 - Dominique Rambo, ex cestista statunitense
- 1991 - Adil Rhaili, calciatore marocchino
- 1991 - Darwin Ríos, calciatore boliviano
- 1991 - Alex Shibutani, danzatore su ghiaccio statunitense
- 1991 - Leonardo Valencia, calciatore cileno
- 1991 - Daniele Vicorito, attore italiano
- 1991 - Michela Zanetti, calciatrice italiana
- 1991 - Fernando de Paul, calciatore argentino
- 1991 - Vaná, calciatore brasiliano
- 1992 - Ahmed Abdultaofik, calciatore nigeriano
- 1992 - Adria Arjona, attrice statunitense
- 1992 - Christopher Buchtmann, calciatore tedesco
- 1992 - Luis Cessa, giocatore di baseball messicano
- 1992 - Bryan Coquard, ciclista su strada e pistard francese
- 1992 - Marco Cubito, pallavolista italiano
- 1992 - Théo Defourny, calciatore belga
- 1992 - Alessandro Durante, canottiere italiano
- 1992 - Mateusz Dziemba, cestista polacco
- 1992 - Marco Falivelli, conduttore radiofonico e conduttore televisivo italiano
- 1992 - Abdulkarim Fardan, calciatore bahreinita
- 1992 - Guus Hupperts, calciatore olandese
- 1992 - Pavel Kadeřábek, calciatore ceco
- 1992 - Cedric Ogbuehi, giocatore di football americano nigeriano
- 1992 - Jorge Ortiz Mendoza, calciatore spagnolo
- 1992 - Martin Rajnov, calciatore bulgaro
- 1992 - Alessio Valsecchi, scacchista italiano
- 1993 - Martin Boyle, calciatore scozzese
- 1993 - Unai Elgezabal, calciatore spagnolo
- 1993 - Josh van der Flier, rugbista a 15 irlandese
- 1993 - Lyldoll, cantante canadese
- 1993 - Aleksandr Ivanov, marciatore russo
- 1993 - Dmitrij Jašin, calciatore russo
- 1993 - Anthony Lozano, calciatore honduregno
- 1993 - Maximiliano Pereira, calciatore uruguaiano († 2020)
- 1993 - Raphaël Varane, ex calciatore francese
- 1994 - Kader Bamba, calciatore francese
- 1994 - Henrique Silva Milagres, calciatore brasiliano
- 1994 - Alex Bono, calciatore statunitense
- 1994 - Endre Botka, calciatore ungherese
- 1994 - Davide Donati, ginnasta italiano
- 1994 - Josip Elez, calciatore croato
- 1994 - Simone Emmanuello, calciatore italiano
- 1994 - Sam Fender, cantautore britannico
- 1994 - Jake Forster-Caskey, calciatore inglese
- 1994 - Shoval Gozlan, calciatore israeliano
- 1994 - Kristopher Horn, bobbista statunitense
- 1994 - Elena Il'inych, danzatrice su ghiaccio russa
- 1994 - Pa Konate, calciatore svedese
- 1994 - Omar McLeod, ostacolista giamaicano
- 1994 - Alex Pagnini, velocista e bobbista italiano
- 1994 - Nikola Radičević, cestista serbo
- 1994 - Maggie Rogers, cantautrice, musicista e produttrice discografica statunitense
- 1994 - Brice Samba, calciatore congolese (Repubblica del Congo)
- 1994 - Marcel Sobottka, calciatore tedesco
- 1994 - Rúben Vezo, calciatore portoghese
- 1994 - Jay Wheeler, cantante portoricano
- 1994 - Lucas Woudenberg, calciatore olandese
- 1994 - Felipe Ferreira, calciatore brasiliano
- 1994 - Janek Õiglane, multiplista estone
- 1995 - Jordan Allen, ex calciatore statunitense
- 1995 - Jaime Báez, calciatore uruguaiano
- 1995 - Lewis Baker, calciatore inglese
- 1995 - Ellen Benediktson, cantante svedese
- 1995 - James Blackmon, cestista statunitense
- 1995 - Nanna Bové, mezzofondista danese
- 1995 - Carljohan Eriksson, calciatore finlandese
- 1995 - Scott Galloway, calciatore australiano
- 1995 - Marvin Schwäbe, calciatore tedesco
- 1995 - Karolina Sevast'janova, ginnasta russa
- 1996 - Allisyn Ashley Arm, attrice statunitense
- 1996 - Judicaël Cancoriet, rugbista a 15 francese
- 1996 - Jalil Elías, calciatore argentino
- 1996 - Carlo Fumagalli, cestista italiano
- 1996 - Ben Hawkey, attore britannico
- 1996 - Liam Henderson, calciatore scozzese
- 1996 - Miguel Herrán, attore spagnolo
- 1996 - Mack Horton, ex nuotatore australiano
- 1996 - Anastasija Hotfrid, sollevatrice ucraina
- 1996 - Filip Manojlović, calciatore serbo
- 1996 - Daniel Martínez, ciclista su strada colombiano
- 1996 - Ronaldo Martínez, calciatore paraguaiano
- 1996 - Ionuț Nedelcearu, calciatore rumeno
- 1996 - Nils van der Poel, ex pattinatore di velocità su ghiaccio svedese
- 1996 - Nenad Sević, calciatore serbo
- 1996 - María Victoria de Armas, sciatrice nautica argentina
- 1997 - Biram Baparapè, ex cestista italiano
- 1997 - Nicolás Benedetti, calciatore colombiano
- 1997 - Daniela Caracas, calciatrice colombiana
- 1997 - Sylvain Deslandes, calciatore camerunese
- 1997 - Alexander Doom, velocista belga
- 1997 - Julius Ertlthaler, calciatore austriaco
- 1997 - Gonzalo Lamardo, calciatore argentino
- 1997 - Kurtis Marschall, astista australiano
- 1997 - Tsukasa Morishima, calciatore giapponese
- 1997 - Erik Palmer-Brown, calciatore statunitense
- 1997 - Daniel Rojano, calciatore colombiano
- 1997 - Alisa Vainio, maratoneta finlandese
- 1997 - Silke Vanwynsberghe, calciatrice belga
- 1997 - Jan Vodháněl, calciatore ceco
- 1998 - Arthur Cabral, calciatore brasiliano
- 1998 - Djai Essed, calciatore olandese
- 1998 - Ignacio Gariglio, calciatore argentino
- 1998 - Przemysław Mystkowski, calciatore polacco
- 1998 - Albert Okwuegbunam, giocatore di football americano statunitense
- 1998 - Pedro Marques, calciatore portoghese
- 1998 - Satou Sabally, cestista tedesca
- 1998 - Juan Ignacio Saborido, calciatore argentino
- 1998 - Isa Tengblad, cantante e personaggio televisivo svedese
- 1998 - Marco Tol, calciatore olandese
- 1998 - Bryson Williams, cestista statunitense
- 1998 - Maurice Wright, giocatore di football americano statunitense
- 1999 - Syahrian Abimanyu, calciatore indonesiano
- 1999 - Cacá, calciatore brasiliano
- 1999 - Betim Fazliji, calciatore kosovaro
- 1999 - Marcus Kleveland, snowboarder norvegese
- 1999 - Oskar Kwiatkowski, snowboarder polacco
- 1999 - Olimpiu Moruțan, calciatore rumeno
- 1999 - Alfredo Sirica, compositore, pianista e arrangiatore italiano
- 1999 - Avery Skinner, pallavolista statunitense
- 1999 - Azzeddine Toufiqui, calciatore francese
- 1999 - Carlos Vázquez, calciatore cubano
- 2000 - Nikolas Agrafiotis, calciatore serbo
- 2000 - Luka Bajic, pallanuotista croato
- 2000 - Emīls Birka, calciatore lettone
- 2000 - Rémi Cuche, sciatore alpino svizzero
- 2000 - Landon Dickerson, giocatore di football americano statunitense
- 2000 - Henri Drell, cestista estone
- 2000 - Juan Cruz Díaz Espósito, calciatore argentino
- 2000 - Jung Da-bin, attrice sudcoreana
- 2000 - Jovan Kokir, calciatore serbo
- 2000 - Dejan Kulusevski, calciatore svedese
- 2000 - Hélio Júnio, calciatore brasiliano
- 2000 - Tuomas Ollila, calciatore finlandese
- 2000 - Nicolò Parisini, ciclista su strada italiano
- 2000 - Joshua Ramos, calciatore americo-verginiano
- 2000 - Giorgia Rimi, cestista italiana
- 2000 - Rani Rosius, velocista belga
- 2000 - Oihan Sancet, calciatore spagnolo
- 2000 - Georgij Omarovič Tibilov, lottatore russo
- 2000 - Javonte Williams, giocatore di football americano statunitense
- 2000 - Wu Jingyan, sincronetta cinese

## XXI secolo(31)
- 2001 - Kevin Berlín Reyes, tuffatore messicano
- 2001 - Eduarda Braum, modella brasiliana
- 2001 - Roberto Daprà, pilota di rally italiano
- 2001 - Samuel Elvir, calciatore honduregno
- 2001 - Clemente Montes, calciatore cileno
- 2001 - Immanuel Pherai, calciatore olandese
- 2001 - Mohammad Jahir Rayhan, velocista bangladese
- 2001 - William Shaner, tiratore a segno statunitense
- 2001 - Thomas Van den Keybus, calciatore belga
- 2001 - Yoon Chan-young, attore sudcoreano
- 2002 - Nolan Adekunle, cestista tedesco
- 2002 - Martina Bracchi, pallavolista italiana
- 2002 - Jhoanner Chávez, calciatore ecuadoriano
- 2002 - Adrián Pica, calciatore spagnolo
- 2002 - Stepan Mel'nikov, calciatore russo
- 2002 - Famana Quizera, calciatore guineense
- 2003 - Emrehan Gedikli, calciatore tedesco
- 2003 - Arnau Martínez, calciatore spagnolo
- 2003 - Polydefkis Volanakis, calciatore greco
- 2004 - Jehor Jarmoljuk, calciatore ucraino
- 2004 - Michael Olakigbe, calciatore inglese
- 2004 - Nicolás Rodríguez, calciatore colombiano
- 2004 - Miguel Terceros, calciatore boliviano
- 2004 - Álex Valle, calciatore spagnolo
- 2005 - Filip Luberecki, calciatore polacco
- 2005 - Pau Navarro, calciatore spagnolo
- 2005 - Guilherme Luiz, calciatore brasiliano
- 2005 - Wojciech Urbański, calciatore polacco
- 2006 - David Alonso, pilota motociclistico colombiano
- 2006 - Daria Klepikova, nuotatrice russa
- 2006 - Miron Lifincev, nuotatore russo